# إيسيكاي نو سيكيشي مونوغاتاري
إيسيكاي نو سَيكيشي مونوغاتاري (باليابانية: 異世界の聖機師物語، بالرومانجي: Isekai no Seikishi Monogatari، قصة المستخدم الآلة المقدسة من عالم مختلف) هو مسلسلة انيمي وعبارة عن امتداد مسلسلة «تينتشي ميو» من رسم المانغكا ماساكي كاجيشيما. يتحدث المسلسل عن ولد اسمه كينشي ماساكي نقل بطريقة سحرية إلى عالم جيمينار.

## الشخصيات

### أبطال القصة

#### كينشي ماساكي
كينشي ماساكي' (باليابانية: 柾木 剣士, بالإنكليزية، بالروماجي: Kenshi Masaki)، الشخصية الرئيسية الأولى في المسلسل وهو مراهق عمره 15 من الأرض.

#### لاشارا أرث XXVIII
لاشارا أرث XXVIII' (باليابانية: ラシャラ・アース二十八世, بالإنكليزية، بالروماجي: Lashara Earth XXVIII)، عمرها 12 ملكة الإمبراطورية شترايو.

#### كيايا فلان
كيايا فلان (باليابانية: キャイア・フラン, بالإنكليزية، بالروماجي: Chiaia Flan)، هي حارس وصديقة لاشارا.

#### ماريا نانادان
ماريا نانادان (باليابانية: マリア・ナナダン, بالإنكليزية، بالروماجي: Maria Nanadan)، هي أميرة بلد هافونيوا.

#### يوكيني مير
يوكينَي مَير (باليابانية: ユキネ・メア, بالإنكليزية، بالروماجي: Yukine Mare)، هي خادمة وصديقة ماريا. هي هادئة وخجولة جداً.

#### واهانلي شومي
واهانلي شومَي (باليابانية: (ワウアンリー・シュメ, بالإنكليزية، بالروماجي: Wahanly Shume)، عبقرية، مخترع، وصديقة لاشارا.

#### ليثيا بو تشينا
ليثيا بو تشينا (باليابانية: リチア・ポ・チーナ, بالإنكليزية، بالروماجي: Lithia Po Chiina)، هي حفيدة بابا جيمينار.

#### أورا شوريفون
أَورا شوريفون (باليابانية: アウラ・シュリフォン, بالإنكليزية، بالروماجي: Aura Shurifon)، هي أميرة شوريفون وهي أاف
مظلم.

### أكاديمية الأرض المقدسة طلاب وأعضاء هيئة التدريس

#### ناظرة
مدير أكاديمية الأراضي المقدسة، والمدير التنفيذي الأول في الأراضي المقدسة.

#### لابيس لارز
طالب في الأكاديمية ومساعد ليثيا.

## مصطلحات

### أهو
أهو (باليابانية: 亜法, بالروماجي: Aho) هو نوع الطاقة الموجودة في الهواء.

### بحر إنا
بحار إنا (باليابانية: エナの海, بالروماجي: Ena no Umi) هو مناطق الارتفاع المنخفض حيث الأهو غليظ جدا.

## روابط خارجية
- إيسيكاي نو سيكيشي مونوغاتاري على موقع IMDb (الإنجليزية)
- إيسيكاي نو سيكيشي مونوغاتاري على موقع قاعدة بيانات الفيلم (الإنجليزية)
- إيسيكاي نو سيكيشي مونوغاتاري على موقع ANN anime (الإنجليزية)